# Mafia Mamma
Mafia Mamma (bra: Mafia Mamma - De Repente Criminosa; prt: De Repente Criminosa) é um filme de comédia de ação estadunidense de 2023 dirigido por Catherine Hardwicke, a partir de um roteiro de Michael J. Feldman e Debbie Jhoon, e baseado em uma história original de Amanda Sthers. É estrelado por Toni Collette como uma mulher estadunidense que viaja à Itália depois da morte de seu avô, que ela descobre ser um chefe do crime. Monica Bellucci e Sophia Nomvete também estrelam.
A pré-produção começou em 2021 com filmagens em Roma em maio de 2022. O filme foi lançado nos cinemas em 14 de abril de 2023.

## Elenco
- Toni Collette como Kristin[6]
- Monica Bellucci como Bianca[6]
- Tim Daish como Paul[7]
- Giuseppe Zeno como Carlo Romano[8]
- Eduardo Scarpetta como Fabricio[8]
- Francesco Mastroianni como Aldo[9]
- Alfonso Perugini como Dante[9]
- Sophia Nomvete como Jenny[10]
- Giulio Corso como Lorenzo[10]
- Tommy Rodger como Domenick[7]
- Alessandro Bressanello como Don Giuseppe Balbano[7]

## Produção
Foi informado que Mafia Mamma estava em pré-produção em outubro de 2021, com Catherine Hardwicke como diretora. Michael J. Feldman e Debbie Jhoon escreveram o roteiro, baseado em uma história original de Amanda Sters. Toni Collette, Monica Bellucci e Rob Huebel se uniram ao elenco nos papéis principais.
A filmagem ocorreu em maio de 2022 em Roma, Itália.

## Lançamento
Mafia Mamma foi lançado nos cinemas dos Estados Unidos em 14 de abril de 2023 pela Bleecker Street.

## Recepção
No site agregador de críticas Rotten Tomatoes, 21% das 108 resenhas dos críticos são positivas, com uma classificação média de 4,2/10. O consenso do site diz: "Cheio de estereótipos, fatalmente sem graça e uma completa mistura de tons, Mafia Mamma é um desperdício criminoso de Toni Collette." O Metacritic, que usa uma média ponderada, atribuiu ao filme uma pontuação de 42 em 100, baseado em 23 críticos, indicando críticas "mistas ou médias".